# روبن باراخا
روبن باراخا فيغاس (بالإسبانية: Rubén Baraja)‏، من مواليد 11 يوليو 1975 في فايادوليذ في إسبانيا، لاعب كرة قدم إسباني.
بدأ مسيرته الكروية مع نادي بلد الوليد في عام 1993، ولعب معهم حتى عام 1996، وشارك معهم في 41 مباراة وسجل هدفين، وفي عام 1996 انتقل إلى نادي أتلتيكو مدريد، ولعب معهم حتى عام 2000، وشارك معهم في 33 مباراة وسجل 4 أهداف، ومنذ عام 2000 وهو يلعب مع نادي فالنسيا.
و قد بدأ باللعب مع منتخب إسبانيا لكرة القدم في عام 2000.

## مسيرته الكروية
لعب روبن باراخا خلال مسيرته الاحترافية مع 5 أندية في عشرون موسمًا وسجل خلالها 67 هدفًا ضمن 463 مباراة. حيث فاز في موسم واحد بالكأس وفي موسمين بالدوري.
خاض روبن باراخا مسيرته مع نادي ريال بلد الوليد في موسم 1993–94 في المرة الأولى ولمدة موسمين ثم في موسم 1995–96 لمدة موسم واحد، مشاركًا طوالها في 41 مباراة سجل خلالها هدفين. ثم انتقل إلى نادي ريال بلد الوليد ب في موسم 1994–95 لمدة موسم واحد، حيث شارك في 46 مباراة سجل خلالها 11 هدفًا. لينتقل بعدها إلى نادي أتلتيكو مدريد ب في موسم 1996–97 واستمر معه طيلة ثلاثة مواسم، مشاركًا في 79 مباراة سجل خلالها 9 أهداف. ثم انتقل إلى نادي أتلتيكو مدريد في موسم 1998–99 ولمدة موسمين، مشاركًا في 34 مباراة سجل خلالها 4 أهداف. هذا وانتقل لاحقًا إلى نادي فالنسيا في موسم 2000–01 ليلعب معه عشرة مواسم، مشاركًا في 263 مباراة سجل خلالها 41 هدفًا.

## روابط خارجية
- روبن باراخا على موقع الاتحاد الدولي (مؤرشف)  (الإنجليزية)
- روبن باراخا على موقع الاتحاد الأوربي (الإنجليزية)
- روبن باراخا على موقع قاعدة بيانات كرة القدم.إي يو (الإنجليزية)
- روبن باراخا على موقع بيانات كرة القدم. دي إي (الألمانية)
- روبن باراخا على موقع ناشيونال فوتبول تيمز (الإنجليزية)
- روبن باراخا على موقع كووورة